# Kahil Fennell
Kahil Fennell (1982. július 27. –) amerikai kosárlabdaedző, 2024-től a UT Rio Grande Valley Vaqueros vezetőedzője.

## Pályafutása
Pályafutása az alamedai középiskolában kezdődött, majd 2015-ben a UT Permian Basin Falcons fizetés nélküli helyettese, 2016-ban pedig segédedzője lett. 2017–2018-ban a Portland State Vikings edzőhelyettese, 2018-ban pedig a Louisville Cardinals operatív igazgatója volt. 2021–2022-ben utóbbi csapat edzőhelyettese, majd 2024-ig a BYU Cougars munkatársa volt, amikor a UT Rio Grande Valley Vaquerosnál megkapta első vezetőedzői állását.

## Fordítás
- Ez a szócikk részben vagy egészben  a   Kahil Fennell című angol Wikipédia-szócikk ezen változatának fordításán alapul.  Az eredeti cikk szerkesztőit annak laptörténete sorolja fel. Ez a jelzés csupán a megfogalmazás eredetét és a szerzői jogokat jelzi, nem szolgál a cikkben szereplő információk forrásmegjelöléseként.